# التضخم الجامح في جمهورية فايمار

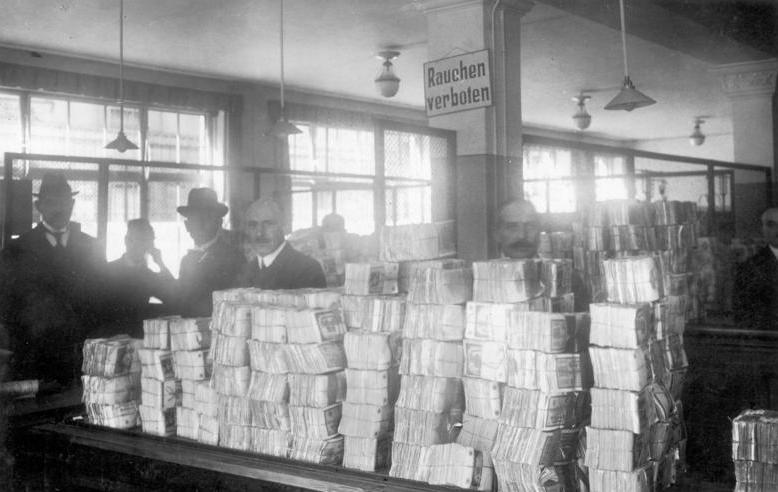
أكوام من الأوراق النقدية الجديدة التي تنتظر التوزيع خلال فترة التضخم المفرط

خلال الفترة بين عام 1918 ويناير من عام 1924، عانت ألمانيا من التضخم المفرط. تسبب في عدم استقرار سياسي داخلي كبير في البلاد، واحتلال حوض الرور من قبل القوات الأجنبية، فضلا عن البؤس لدى عامة الناس.

## خلفية تاريخية
منذ تأسيس جمهورية فايمر وحتى عام 1923 حلت على ألمانيا العديد من الأزمات السياسية والاقتصادية. فعلى الصعيد السياسي كانت المحاولات الانقلابية من التيارات اليمينية واليسارية المتطرفة الأخطر على البلاد انذاك. أما في الجانب الاقتصادي فقد أدى الدمار الناجم عن الحرب والتعويضات المالية الكبيرة التي أجبرت ألمانيا على دفعها للدول المنتصرة إلى ظهور تضخم مفرط لم بسبق له مثيل أدى إلى انهيار المارك الألماني. وقد أثرت هذه الأزمة الاقتصادية الخانقة بشكل خاص على الطبقات الوسطى.
عندما دقت الحرب طبولها، قامت ألمانيا بوقف ربط عملتها بالذهب لتتمكن من دفع التكاليف الكبيرة للحرب العالمية الأولى. على عكس الجمهورية الفرنسية الثالثة، التي فرضت أول ضريبة دخل على الحرب، قرر الإمبراطور الألماني فيلهلم الثاني والبرلمان الألماني بالإجماع تمويل الحرب بالكامل عن طريق الاقتراض، وهو قرار انتقده خبراء ماليون مثل يالمار شاخت. حيث كان هذا القرار خطر محدق على العملة يؤدي بانخفاض كبير في قيمتها.
اعتقدت الحكومة أنها ستتمكن من سداد الديون عن طريق الفوز بالحرب، وستكون قادرة على ضم الأراضي الصناعية الغنية بالموارد في الغرب والشرق. كما توقعت بأنها ستكون قادرا على فرض تعويضات هائلة على الحلفاء المهزومين. وبالتالي، انخفض سعر صرف العملة مقابل الدولار الأمريكي بشكل مطرد من 4.2 إلى 7.9 مارك مقابل الدولار، وهو ما يعد تمهيدا للتضخم الشديد في فترة ما بعد الحرب.
فشلت هذه الاستراتيجية عندما خسرت ألمانيا الحرب. كانت جمهورية فايمار الجديدة مثقلة بالديون الضخمة التي لا تستطيع تحملها. وقد ازداد ذلك سوءاً بسبب حقيقة أنها كانت تطبع أموالاً بدون موارد اقتصادية لدعمها. ساهمت معاهدة فرساي في تسريع انخفاض قيمة العلامة، بحيث كان هناك حاجة إلى 48 ورقة من المارك لشراء الدولار الأمريكي أواخر عام 1919.
كانت العملة الألمانية مستقرة نسبياً عند حوالي 90 مارك لكل دولار خلال النصف الأول من عام 1921. ويرجع السبب لأن الجبهة الغربية للحرب دارت معاركها غالباً في الأراضي الفرنسية والبلجيكية، ولم تمتد الحرب إلى الأراضي الألمانية، لذلك خرجت ألمانيا من الحرب ومعظم بنيتها التحتية الصناعية سليمة. وبها وجدت نفسها في وضع أفضل لتصبح القوة الاقتصادية المهيمنة في القارة الأوروبية.
قامت لندن بإنذار ألمانيا في مايو 1921 لدفع تعويضات الحرب العالمية الأولى بالذهب أو العملة الورقية على دفعات سنوية تبلغ 2 مليار مارك ذهبي، بالإضافة إلى نسبة 26٪ من قيمة الصادرات الألمانية.
جاء موعد استحقاق الدفعة الأولى في يونيو عام 1921. وكان دفعها بمثابة بداية انخفاض سريع في قيمة المارك، والذي انخفضت قيمته إلى حوالي 330 مارك لكل دولار. وبلغ مجموع التعويضات المطلوبة 132 مليار مارك ذهبي، لكن ألمانيا اضطرت لدفع 50 مليار مارك فقط.
وبما أنه كان مطلوباً تسديد التعويضات بالعملات الصعبة، وليس بالبيببر مارك، فقد كانت إحدى الستراتيجيات التي استخدمتها ألمانيا الطباعة الكمية لأوراق البنكنوت لشراء العملات الأجنبية، التي كانت تستخدم بعد ذلك لدفع التعويضات. هذا أدى إلى تفاقم التضخم في البيببر مارك. ارتفع ثمن رغيف الخبز من 250 مارك (يناير/كانون الأول 1923) إلى 200 مليون مارك خلال شهور.
ارتبط النجاح في مكافحة التضخم من خلال اعتماد عملة جديدة في أواخر عام 1923 وتقليص تعويضات الحرب وتدفق الكثير من القروض الأمريكية بتحقيق انتعاش اقتصادي ملموس عزز الآمال بالتوصل إلى الاستقرار السياسي للبلاد. كما شهدت تلك الفترة تسجيل نجاحات على صعيد السياسة الخارجية والتي ارتبطت باسم وزير الخارجية غوستاف شتريسمان. وتوجت هذه الجهود بتطبيع العلاقات مع فرنسا وانضمام ألمانيا إلى عصبة الأمم وإبرام معاهدة الصداقة والحياد مع الاتحاد السوفيتي. غير أن كل هذه التطورات الإيجابية خلال ما يدعى بسنوات العشرينات الذهبية لم تكن سوى مرحلة استقرار نسبي وقصير الأمد لا غير.
باءت بالفشل جميع المحاولات الرامية إلى ترسيخ أسس النظام الديمقراطي على المدى الطويل، خاصة وأن تيارا عريضا في الأحزاب اليمينية كان ينظر إلى الديمقراطية كنموذج غريب ومفروض من الخارج من قبل الجانب المنتصر. شكلت وفاة السياسي البارز غوستاف شتريسمان في أكتوبر عام 1929 بداية النهاية لجمهورية فايمر. وهو ما تزامن مع بداية أزمة الكساد العظيم والتي ضربت الاقتصاد الألماني بشكل خاص وأدت إلى تزايد جيش العاطلين من جانب وإلى تعميق مظاهر التطرف في الصراعات السياسية من جانب آخر.
في ربيع عام 1930 انهارت آخر حكومة ائتلافية تستند إلى أغلبية في البرلمان. برز في هذه الفترة أدولف هتلر وحزبه الاشتراكي القومي وفاز الحزب النازي انتخابات نوفمبر من عام 1932، وكان الحزب الأقوى. ثم تولى هتلر منصب المستشار في 30 يناير من عام 1933، وهنا بدأت حقبة النازية في تاريخ ألمانيا، والتي انتهت في مايو من عام 1945 بسقوط النظام النازي تحت ضربات قوات الحلفاء.